# Haunted Dancehall
Albums de The Sabres of Paradise
Sabresonic
(1993) Jam J (James vs Sabres Of Paradise)
(1994)
Haunted Dancehall est un album de The Sabres of Paradise, sorti en 1994.

## L'album
Après le succès du titre Smokebelch extrait de leur premier album Sabresonic, le groupe sort un album beaucoup plus sombre avec Haunted Danceball. L'album est composé de grooves dub mêlés de cordes grinçantes et de jazz, le tout créant une ambiance planante. 
Le premier titre commence avec des cuivres évoquant une foire sous l'emprise de LSD puis les titres suivants utilisant orgues et guitares évoluent dans une atmosphère agitée où le groupe amène ce qui lui caractéristique, bruit de clics, bulles et succion. 
Le livret de l'album contient des textes accompagnant chaque titre extrait du roman de James Woodbourne, Haunted Danceball, qui s'avère être un canular. L'album fait partie des 1001 albums qu'il faut avoir écoutés dans sa vie.
La bonus track Haunted Dancehall (In the Nursery Mix) est le morceau qui devait être diffusé par Radio 1 afin d'annoncer publiquement la mort de la reine Elizabeth II d'Angleterre, selon le protocole de l'opération London Bridge. En raison de sa prévisibilité, la station change de morceau.

### Titres
Tous les titres sont crédités au nom du groupe, sauf mentions.
1. Bubble And Slide 	(2:39)
2. Bubble And Slide II (7:38)
3. Duke Of Earlsfield (8:42)
4. Flight Path Estate (3:21)
5. Planet D (Portishead) (4:41)
6. Wilmot (Scruff) (7:32)
7. Tow Truck (6:35)
8. Theme (4:48)
9. Theme 4 (1:55)
10. Return To Planet D (5:04)
11. Ballad Of Nicky McGuire (8:30)
12. Jacob Street 7am (3:46)
13. Chapel Street Market 9am (7:14)
14. Haunted Dancehall (4:25)

### Musiciens
- Gary Burns : mixage
- Jagz Kooner : mixage
- Andrew Weatherall : claviers, mixage